# بوچکاریوفکا
بوچکاریوفکا (به لاتین: Bochkaryovka) یک منطقهٔ مسکونی در روسیه است که در استان آمور واقع شده‌است.